# Aeromys
Aeromys is een geslacht van zoogdieren uit de familie van de eekhoorns (Sciuridae). De wetenschappelijke naam van het geslacht werd in 1915 gepubliceerd door Robinson & Kloss.

## Soorten
Er worden 2 soorten in dit geslacht geplaatst:
- Aeromys tephromelas (Günther, 1873)
- Aeromys thomasi (Hose, 1900)